# Alexis (auteur)
Pour les articles homonymes, voir Vallet et Alexis.
Dominique Vallet, dit Alexis, est un scénariste et dessinateur de bandes dessinées français né le 18 septembre 1946 à Boulogne-Billancourt et mort le 7 septembre 1977 dans le 13e arrondissement de Paris.

## Biographie
Après avoir obtenu un baccalauréat A, Alexis se lance dans l’illustration et le dessin humoristique. Ses premières publications se font dans Planète et des revues d’arts martiaux. De 1966 à 1968, il fournit des dessins humoristiques à la revue pour adultes Lui.
Le 10 octobre 1968, il intègre Pilote, qui est alors la seule publication de bande dessinée à ne pas être destinée qu'aux seuls enfants. Dans un premier temps, il collabore essentiellement aux Actualités, et fournit des pages de remplissage : histoires courtes, illustrations, gags.
Son talent est remarqué par les principaux auteurs du journal et, en 1969, Fred fait appel à lui pour dessiner sa nouvelle série, Time is money, qui connaît trois épisodes jusqu'en 1973. Le réalisme nerveux et fin du trait d'Alexis acquiert une première notoriété grâce à ces histoires poético-humoristiques de voyageurs dans le temps,.
L'année suivante, il entame une collaboration avec Gotlib qui lui fait illustrer des parodies de grandes œuvres cinématographiques ou littéraires. Les sept histoires réalisées sont éditées sous le titre Cinémastock en 1974 et 1975, et sont les deux premiers albums de l'auteur. Gotlib fait ensuite d'Alexis un des piliers de Fluide glacial, lui faisant illustrer La publicité dans la joie, satire de la publicité et de la société de consommation dont la première publication a eu lieu dans L'Écho des savanes, mais le laissant aussi exprimer ses aptitudes de scénariste dans diverses histoires courtes éditées en album par AUDIE en 1975 sous le titre Fantaisies solitaires.
En 1975, Alexis s'essaye dans Métal Hurlant à la science-fiction, en illustrant pour Philippe Druillet Les aventures d'Yrris. La tentative n'a pas de suite, Alexis préférant s'engager dans la voie du western, avec Al Crane. La série, scénarisée par Gérard Lauzier, présente une caricature de héros, qui massacre des indiens, méprise les femmes, et dans laquelle tous les lieux communs du western sont détournés. La douzaine d'épisodes publiées dans Pilote Mensuel en 1976 et 1977 connaissent alors un certain succès. En 1975, Pif Gadget publie les épisodes d'une bande dessinée intitulée Corsaire Julien, dont le héros emprunte l'apparence de Julien Clerc,. Ces récits, scénarisés par Michel Calonne (sous le pseudonyme d'O'Clann) et dessinés par Alexis, offrent un mélange d'« aventure, fantaisie et fantastique ».
Dans le même temps, il assume à partir de janvier 1977 (Fluide Glacial no 8) la reprise de Superdupont, série créée par Gotlib et Jacques Lob dans Pilote. La série, qui met en scène un justicier franchouillard traditionaliste, luttant contre les nations étrangères jalouses de la France (« l'anti-France »), devient un des fleurons de Fluide Glacial. Jacques Lob, qui admire le style d'Alexis, lui propose le scénario d'une série de science-fiction apocalyptique, Le Transperceneige. Alexis, qui venait de publier huit albums en trois ans, nombre important pour l'époque, est alors considéré comme un des plus grands espoirs de la bande dessinée francophone.
Le 7 septembre 1977, peu avant son trente et unième anniversaire, alors qu'il allait entamer la dix-septième planche du Transperceneige et qu'il s'attaquait aux dernières cases de La croisade de Superdupont, Alexis meurt d'une rupture d'anévrisme. L'histoire de Lob est reprise par Jean-Marc Rochette, tandis qu'un Gotlib ému achève l'histoire de Superdupont, publiée dans le dix-septième numéro de Fluide Glacial. En sa mémoire, et afin que son nom reste associé au journal, Gotlib et Jacques Diament créent pour lui la fonction de « Directeur de conscience », qui est mentionnée dans l’ours de la revue ; cette fonction est illimitée dans sa durée.

## Œuvres publiées

### Albums
- Timoléon (dessin), avec Fred (scénario), Dargaud (Vents d'Ouest depuis 1992) :

1. Time is money, 1974.
2. 4 pas dans l'avenir, 1975.
3. Joseph le borgne, 1975.

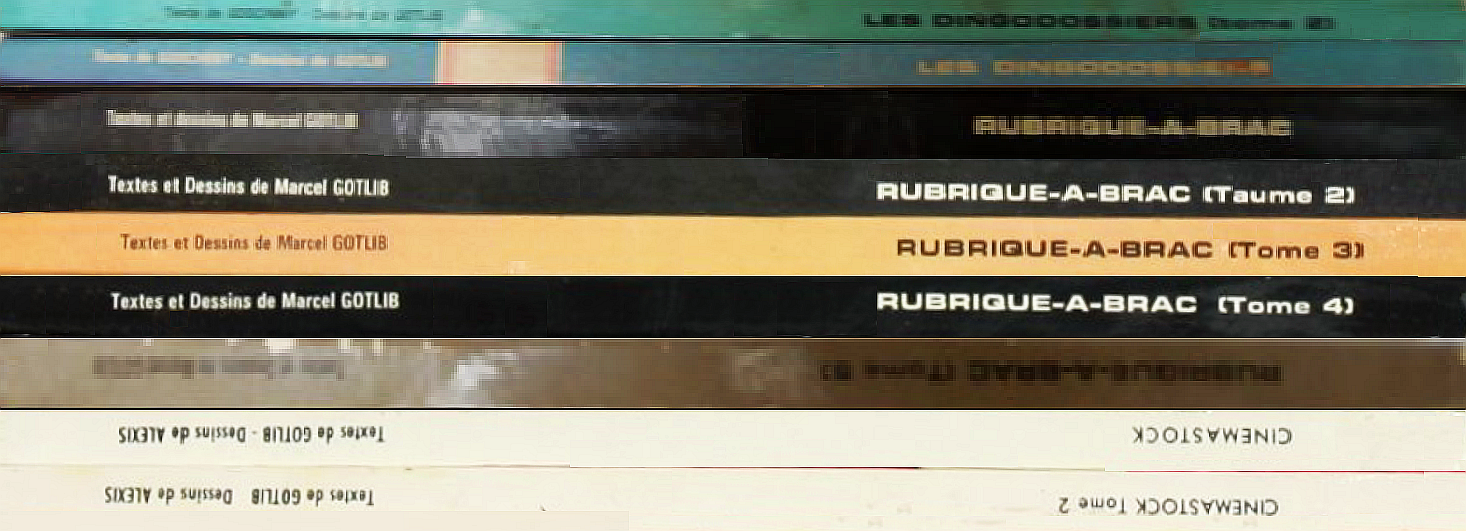
Les deux tomes de Cinémastock (1974/75), en bas de la pile.

- Cinémastock (dessin), avec Gotlib (scénario), Dargaud :

1. Cinémastock, 1974.
2. Cinémastock tome 2, 1975.

- Avatars et coquecigrues, AUDIE, coll. « Fluide Glacial », 1975.
- Al Crane (dessin), avec Lauzier (scénario), Dargaud, coll. « Pilote » (Vents d'Ouest depuis 1992) :

1. Les aventures d'Al Crane, 1977.
2. Le retour d'Al Crane, 1978.

- Superdupont t. 1 : Superdupont (dessin), avec Lob et Gotlib (scénario), AUDIE, coll. « Fluide Glacial », 1977.
- Et patati et patata, Dargaud, coll. « Pilote », 1978.
- Fantaisies Solitaires, AUDIE, coll. « Fluide Glacial », 1978.
- Dans la joie jusqu'au cou, avec Gotlib (scénario), AUDIE, coll. « Fluide Glacial », 1979.
- Participation à Morceaux choisis de…Ve, Dargaud, coll. « Pilote », 1981.
- Opération tiercé (dessin), avec Lob (scénario), dans Superdupont t. 4 : Oui nide iou, AUDIE, coll. « Fluide Glacial », 1983.
- La croisade de Superdupont (dessin), avec Gotlib (scénario[16]), dans Superdupont t. 5 : Les âmes noires, AUDIE, coll. « Fluide Glacial », 1995.

### Dans des revues
- Récits d'actualité (dessin), avec Gébé, René Goscinny, Lob, Nikita Mandryka, Stierer, Fred, Loro, Jean-Marie Pélaprat, Reiser, Guy Vidal, Guy Mouminoux, Claire Bretécher, Chakir, Serge de Beketch, Patrice Leconte, Jean-Claude Mézières (scénario), dans Pilote nos 466 à 602, 1968-1971.
- Plusieurs récits courts[17], dessins et illustrations, dans Pilote nos 470 à[Combien ?], 1968
- Timoléon (dessin), avec Fred (scénario), cinq récits à suivre dans Pilote nos 525 à 666, 1969-1973.
- Sept histoires reprises sous le titre Cinémastock (dessin), avec Gotlib (scénario), du Pilote no 580 au Pilote Mensuel no 6, 1970-1074.
- Limpidol (dessin), avec Gotlib (scénario), dans L'Écho des savanes no 10, 1974.
- Les aventures d’Yrris (dessin), avec Philippe Druillet (scénario), dans Métal Hurlant no 3-4, 1975.
- La publicité dans la joie (dessin), avec Gotlib (scénario), dans Fluide glacial n°1 à 5, 1975-1976.
- Corsaire Julien (dessin), avec O'Clann (scénario), dans Pif Gadget, 1976.
- Plusieurs récits courts[18], gags, dessins, illustrations dans Fluide Glacial nos 1 à 27, 1975-1979.
- Vengeance, quatre pages dans Métal Hurlant no 5, 1976.
- Al Crane (dessin), avec Gérard Lauzier (scénario), dans Pilote Mensuel nos 25 bis à 41, 1976-1977.
- Superdupont (dessin), avec Gotlib et/ou Lob (scénario), dans Fluide Glacial nos 8 à 17, 1977.
- Illustration de trois contes d'Yvan Delporte dans Spirou, 1977.

## Prix
- 1974 : Prix du dessinateur français au festival d'Angoulême[19],[20]